# Jánossy Dénes (levéltáros)
Jánossy Dénes (teljes születési nevén: Jánossy Dénes Antal) (Baja, 1891. szeptember 25. – Budapest, 1966. január 22.) levéltáros, történész, a Magyar Tudományos Akadémia levelező tagja (1940). A Kossuth-emigráció történetének kiemelkedő jelentőségű kutatója, 1942 és 1949 között a Magyar Országos Levéltár főigazgatója volt.

## Életútja
Apja, Jánossy Mihály Máté (1854–1915), királyi törvényszéki bíró, bácskertesi születésű, aki Baján lakott és hunyt el, anyja, Scherer Anna gyermeke. Apai nagyszülei Jánosi Antal, bácskertesi kispolgár, és Alaga Mária voltak.
Középiskolai tanulmányait szülővárosában, Baján végezte el 1909-ben, majd beiratkozott a Budapesti Tudományegyetemre, ahol 1914-ben jogi doktori oklevelet szerzett. 1914–1915-ben a Budapesti Központi Járásbíróságon gyakornokoskodott, majd 1915–1916-ban, az első világháborúban katonai szolgálatot teljesített. 1916-ban államtudományi doktorátust is szerzett a budapesti egyetemen, majd elvégzett egy latin paleográfiai tanfolyamot a Bécsi Egyetemen. Még ugyanazon évben a Magyar Országos Levéltár tisztviselője lett, ahol 1919-ben levéltári kezelői, 1922-ben levéltári fogalmazói vizsgát tett. 1923-tól az országos levéltárnoki cím birtokosaként dolgozott az intézményben. Időközben megházasodott, 1918. június 29-én Budapesten, a II. kerületben házasságot kötött Boros Berta Magdolnával, Boros József és Allaga Margit lányával. 1926–1927-ben az Amerikai Egyesült Államokban végzett levéltári kutatásokat és továbbképezte magát a Columbia Egyetemen. 1928-ban levéltári állását feladva elfogadta miniszteri titkári kinevezését a vallás- és közoktatásügyi minisztériumba. 1930 és 1936 között minisztériumi megbízással előbb osztálytanácsosként, később címzetes országos levéltári osztályigazgatóként bécsi levéltárakban végzett kutatómunkát.
1936-ban hazatért és újra a Magyar Országos Levéltár tisztviselője lett osztályigazgatói poszton, 1941-ben az intézmény címzetes igazgatójává, 1942-ben főigazgatójává nevezték ki. 1945-ben – miközben továbbra is ellátta levéltári főigazgatói munkakörét – a Magyar Nemzeti Múzeum elnöke lett. 1947-ben politikai nyomásra fegyelmi és büntetőeljárást indítottak ellene. Többek között németbarátsággal vádolták, amire okot szolgáltatott 1943-ban írt, a magyar élettérről (ungarischer Lebensraum) szóló 24 oldalas brosúrája is. Ennek következményeként 1948. december 6-án múzeumelnöki, majd 1949. január 27-én levéltári főigazgatói állásából is menesztették. 1949. március 31-én nyugdíjazták, később pedig társadalmi és tudományos tagságaitól is megfosztották. Noha 1949 májusában a törvényszék az ellene hozott vádakat ejtette, Jánossy hátralévő éveiben tisztséget nem vállalt, magánúton levéltári kutatásokat végzett Magyarországon és külföldön egyaránt.

### Felesége és leszármazottjai
Budapesten, 1918. június 19-én vette feleségül Boros Bertha Magdolna Margitot (1895–1962), akinek a nagyapja, a bajai lakos, eredetileg Kobelrausch Tóbiás névre hallgatott, atyja, József, pedig már megmagyarosította a vezetéknevét "Boros"-ra. Anyja, Boros Józsefné Allaga Margit volt. A házasságból született:
- dr. Jánossy Tibor. Neje, Hochenburger Ilona.
- dr. Jánossy Dénes. Felesége, Kölley Emmy.

## Munkássága
Kutatásai főként 1848–1849, illetve az az utáni magyar politika- és diplomáciatörténetre, legfőképp pedig a Kossuth-emigrációra irányultak. E tárgyban megjelent forráskiadványai és ‑feldolgozásai mind a mai napig elengedhetetlenek a korszak tanulmányozásához. Kossuth Lajos 1849 utáni életútjának monografikus feldolgozása érdekében kiterjedt levéltári kutatásokat végzett Európában, sőt, a tengerentúlon is: 1945-ig bécsi, berlini, varsói, washingtoni levéltárak magyar érdekű anyagát dolgozta fel, ezt követően torinói, párizsi és londoni levéltárakban kutatott.
Levéltári tisztviselőként bevezette a róla elnevezett Jánossy-rendszert, amely előírta, hogy az iratanyagról egy alap- és egy ismertető leltár is készítendő. Ennek szellemében irányítása alatt 1942-ben a Magyar Országos Levéltár munkatársai megkezdték az iratanyag átfogó leltározási munkálatait, s kiépítették a központi kutató- és kölcsönzőszolgálatot. 1944-ben, Budapest ostroma alatt beköltözött a levéltár várbeli épületébe, így akadályozta meg, hogy a Vörös Hadsereg elől menekülő németek az országos levéltár anyagát Németországba hurcolják. Az 1930-as évektől sokat fáradozott az országos levéltári hálózat kiépítését és központi irányítását lehetővé tevő törvényi háttér megteremtéséért, de a kitűzött cél elérését az ellene folyó büntetőeljárás meghiúsította.
Több levéltártani kiadványsorozat elindítása fűződik a nevéhez (Levéltári Leltárak, Forráskiadványok, Hatóság- és Hivataltörténet, Levéltártan és Forrástudományok), 1942–1946 között pedig a Levéltári Közlemények főszerkesztője volt.

## Társasági tagságai és elismerései
Tudományos eredményei elismeréseként 1940-ben a Magyar Tudományos Akadémia levelező tagjává választották. 1949-ben tanácskozó taggá minősítették vissza, s levelező tagságát 1989-ben – posztumusz – állították vissza. 1942–1949 között a Magyar Könyvtárosok Egyesülete levéltári szakosztályának elnöke, 1946–1949 között pedig az Osztrák–Magyar Társaság elnöke volt.

## Főbb művei
- A központi ügykezelés vezérfonala, Budapest, 1929.
- Die russische Intervention in Ungarn im Jahre 1849, in: A Bécsi Magyar Történeti Intézet Évkönyvei 1931.
- A szerb politika útjai a berlini kongresszustól a szerb királyság kikiáltásáig, in: Károlyi Árpád emlékkönyv, Budapest, 1933.
- Die Geheimpläne Kossuths für einen zweiten Befreiungsfeldzug in Ungarn 1849–1854, Pécs, 1936 (Dionys Jánossy néven).
- Nem állami levéltáraink védelme, Budapest, 1937.
- Great Britain and Kossuth, Budapest, 1937.
- Die ungarische Emigration und der Krieg im Orient, Budapest, 1939.
- A modern aktatermelés és a levéltár, Budapest, 1941.
- Der ungarische Lebensraum, Budapest, Leipzig, 1943.
- A Kossuth-emigráció Angliában és Amerikában 1851–52, I–II. köt., Budapest, 1940–1948.